# Tomorrow Never Dies (Lied)
Tomorrow Never Dies (englisch für ‚Der Morgen stirbt nie‘) ist ein Lied von Sheryl Crow aus dem Jahr 1997, das von ihr und Mitchell Froom geschrieben sowie von Froom produziert wurde. Das Stück ist der Titelsong des gleichnamigen Films Tomorrow Never Dies, auf Deutsch erschienen als James Bond 007 – Der Morgen stirbt nie.

## Hintergrund
Die Filmmusik zu dem Film Tomorrow Never Dies wurde von David Arnold komponiert. Es handelte sich dabei um den zweiten James-Bond-Film, in dem Pierce Brosnan die Hauptrolle spielte, und den ersten Bond-Film, bei dem David Arnold verantwortlich für die Musik war.
Den gleichnamigen Titelsong schrieben Sheryl Crow und Mitchell Froom, eingesungen wurde er von Sheryl Crow und Froom produzierte das Lied. Ursprünglich war das Lied Surrender von k.d. lang als Titelsong vorgesehen, das von David Arnold und David McAlmont (Musik) sowie Don Black (Text) geschrieben wurde, der Titel sollte dabei ebenfalls Tomorrow Never Dies lauten. Da Sheryl Crow jedoch nach Ansicht der Produzenten eine höhere Bekanntheit besaß, wurde ein neuer Song von ihr aufgenommen und Langs Song wurde um das Wort „Surrender“ im Refrain ergänzt, es wurde als Endtitel benutzt. Er war zudem zu diesem Zeitpunkt bereits als Leitmotiv in den Soundtrack eingeflossen.

## Veröffentlichung und Rezeption
Der Soundtrack zum Film erschien am 25. November 1997 mit Erscheinen des Films bei A&M Records auf CD. Die Single erschien erstmals wenige Tage später am 1. Dezember 1997 und konnte sich in den Singlecharts international platzieren. So erreichte sie in den deutschen Singlecharts Rang 52 und verweilte neun Wochen in den Charts. In der Schweiz stieg die Single bis auf Rang zwölf und war 17 Wochen in der Hitparade vertreten. In den britischen Charts erreichte die Single ebenfalls den zwölften Rang und platzierte sich in diesen für sieben Wochen.
Bei den Golden Globe Awards 1998 wurde Tomorrow never dies als bester Filmsong nominiert, unterlag jedoch gegen My Heart Will Go On aus dem Film Titanic von James Horner und Will Jennings, gesungen von Céline Dion.
Im Jahre 2000 wurde eine neue Version mit mehr Audiostücken aus dem Film veröffentlicht, die das VHS/DVD-Cover als Vorlage hatte. Auf dieser Ausgabe fehlte der Titelsong jedoch aus rechtlichen Gründen.

## Coverversionen
Wie andere James-Bond-Lieder wurde auch Tomorrow Never Dies von verschiedenen Orchestern und Künstlern gecovert. So wurde es 2002 etwa von Dieter Reith zusammen mit dem SWR-Rundfunk-Orchester Kaiserslautern im Rahmen eines Albums mit dem Titel The Best of James Bond und 2006 von den Prager Philharmonikern für Bond Royale – The Best Of James Bond aufgenommen. Die Sängerin Sara Noxx nahm bereits 1998 eine Coverversion des Liedes auf, weitere folgten etwa 2009 von Lucie Bílá in einer tschechischen Version mit dem Titel Martini Dry sowie 2013 von Jaimee Paul.

## Belege
1. 1 2  Tomorrow Never Dies by Sherly Crow. rateyourmusic.com, abgerufen am 13. September 2020 (englisch).
2. 1 2  Tomorrow Never Dies auf filmtracks.com; abgerufen am 13. September 2020.
3. ↑  Tomorrow Never Dies by David Arnold. rateyourmusic.com, abgerufen am 13. September 2020 (englisch).
4. ↑  Sheryl Crow – Tomorrow Never Dies. offiziellecharts.de, abgerufen am 13. September 2020.
5. ↑  Sheryl Crow – Tomorrow Never Dies. hitparade.ch, abgerufen am 13. September 2020.
6. ↑  Sheryl Crow – Tomorrow Never Dies. officialcharts.com, abgerufen am 13. September 2020.
7. ↑  Dieter Reith, SWR-Rundfunk-Orchester Kaiserslautern – The Best of James Bond bei Discogs; abgerufen am 13. September 2020.
8. ↑  The City Of Prague Philharmonic – Bond Royale - The Best Of James Bond bei Discogs; abgerufen am 13. September 2020.
9. ↑  Tomorrow Never Dies auf cover.info; abgerufen am 13. September 2020.